# Жереб (фільм, 1974)
Жереб (рос. Жребий) — радянський художній фільм 1974 року, знятий на Кіностудії ім. М. Горького.

## Сюжет
Віктору Голикову випав щасливий жереб грати в провідній столичній команді. Не відразу складаються його стосунки з тренером і колективом. Краще за всіх його розуміє Кротов, воротар команди, заслужений майстер спорту, семиразовий чемпіон світу, замість якого в команді повинен буде грати молодий хокеїст. Випробуваннями стали для Віктора матчі на першість світу за кордоном. Під час одного з них Кротов отримує травму, і на його місце стає Віктор. Він пропускає шайбу, і радянська команда опиняється в критичному положенні. Тоді на ворота знову стає Кротов і рятує команду від програшу. Але вже в наступному матчі Голиков знову сподівається перемогти!

## У ролях
- Сергій Яковлєв — Павло Терентійович Ігнатьєв, тренер хокейної команди
- Ігор Кваша — Валентин Єгорович Кротов, воротар
- Валентин Гафт — Інокентій Жильцов, колишній хокеїст, інженер-випробувач
- Олександр Сников — Віктор Голіков, молодий воротар хокейної команди
- Олена Валаєва — Ірина, дочка Кротова
- Віра Васильєва — Лідія, дружина Кротова
- Олег Голубицький — батько Голікова
- Геннадій Фролов — Кирило
- Євген Євстигнєєв — професор, викладач анатомії
- Іван Рижов — дядько Ваня
- Данута Столярська — дружина Ігнатьєва
- Василь Долбітіков — Володимир Савоськин, хокеїст
- Віктор Злобін — епізод
- Юрій Парамошкін — хокеїст
- Борис Майоров — хокеїст
- Олексій Панькин — Слава Стрижов, хокеїст
- Олексій Сафонов — епізод
- Володимир Бурмістров — хокеїст
- Костянтин Федоров — епізод
- Олександр Мельников — епізод
- Валерій Васильєв — епізод
- Семен Сафонов — тренер
- Антоніна Маркова — покупчиня

## Знімальна група
- Режисер — Ігор Вознесенський
- Сценаристи — Олександр Марьямов, Олександр Нілін
- Операторка — Інна Зараф'ян
- Композитор — Богдан Троцюк
- Художниця — Ольга Кравченя